# Sturmia caesifrons
Sturmia caesifrons là một loài ruồi trong họ Tachinidae.